# Mori, Trentino
Mori là một đô thị ở Trentino ở vùng Trentino-Alto Adige/Südtirol của Ý, tọa lạc cách 25 km về phía tây nam của Trento. Tại thời điểm ngày 31 tháng 12 năm 2004, đô thị này có dân số 8.823 người và diện tích là 34,5 km².
Đô thị Mori có các frazioni (đơn vị trực thuộc, chủ yếu là các làng) Besagno, Loppio, Manzano, Molina, Mori Vecchio, Nomesino, Pannone, Ravazzone, Sano, Seghe I, Seghe II, Tierno, Valle S.Felice and Varano.
Mori giáp các đô thị: Arco, Ronzo-Chienis, Isera, Rovereto, Nago-Torbole, Brentonico và Ala.